# Хронометър
Хронометър е вид часовник, предназначен за измерване на кратки периоди от време с много голяма точност. Името му идва от гръцката митология, по-точно богът на времето Хронос.
Започва да отчита от 0 при натискане на бутон. Спира се при повторно натискане на бутона.
Точността на измерване е до стотна от секундата.
В Швейцария само часовници сертифицирани от Contrôle Officiel Suisse des Chronomètres (COSC) могат да използват наименованието „хронометър“. Извън Швейцария съществуват еквивалентни институции следящи покриването на определени стандарти, но употребата на думата „хронометър“ не е толкова стриктно регулирано.

## Морски хронометър
Морският хронометър е специален часовник с прецизен механизъм, отличаващ се с висока точност при тежки условия на работа. Морските хронометри са неизменна част от оборудването на морските съдове. Предназначен е за съхранение и индикация на точното време в минути и секунди. Използва се в навигацията за определяне на географската дължина.
Класическият морски хронометър представлява механичен часовник с пружинен двигател и балансов регулаторен механизъм. Изобретен е през 1730 година от самоукия английски часовникар Джон Харисън (р. 1693 – † 1776 г.). Изискването за висока точност в условия на постоянно променяща се среда (атмосферно налягане, температура, влажност, пространствено положение и др.) налага използване на сложни и скъпи механизми. В днешно време механичният морски хронометър е почти напълно изместен от по-модерни времеизмервателни прибори – кварцови, цезиеви и др. Запазил се е като дублиращ прибор, сувенир или традиционен атрибут.